# Yannik Angenend
Yannik Angenend (ur. 13 lipca 2000 w Monachium) – niemiecki snowbordzista specjalizujący się w konkurencjach alpejskich, olimpijczyk z Pekinu 2022.

## Udział w zawodach międzynarodowych
| Impreza                     | Rok  | Gospodarz | slalom równoległy | slalom gigant równoległy |
| --------------------------- | ---- | --------- | ----------------- | ------------------------ |
| Igrzyska olimpijskie        | 2022 | Pekin     | —                 | 13                       |
| Mistrzostwa świata          | 2021 | Rogla     | 33                | DSQ                      |
| Mistrzostwa świata juniorów | 2016 | Rogla     | 42                | 41                       |
| Mistrzostwa świata juniorów | 2017 | Klínovec  | DNF               | 14                       |
| Mistrzostwa świata juniorów | 2018 | Cardrona  | 19                | 6                        |
| Mistrzostwa świata juniorów | 2019 | Rogla     | 25                | 11                       |
| Mistrzostwa świata juniorów | 2020 | Lachtal   | 6                 | 5                        |